# Wielojęzyczne tablice drogowe

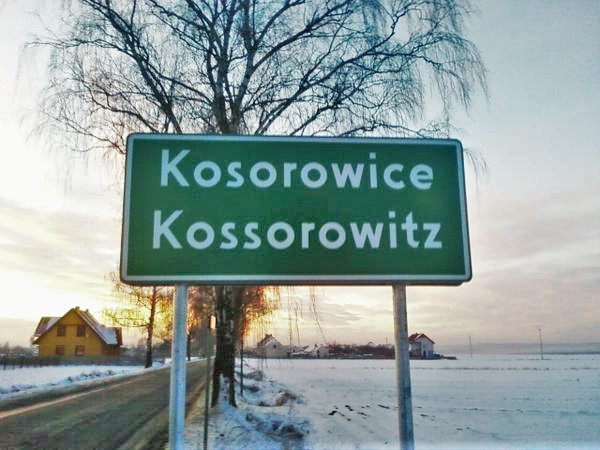
Tablica przed wjazdem do miejscowości w Polsce z nazwą po polsku i niemiecku

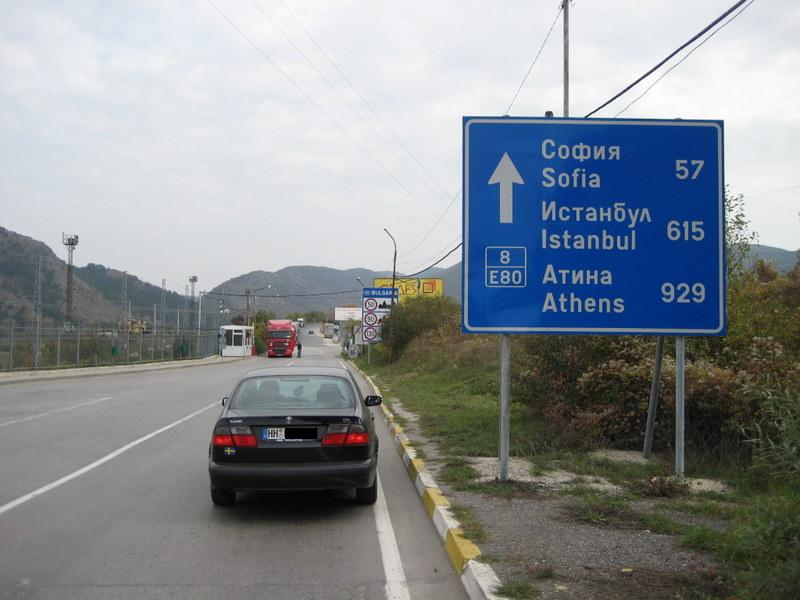
Drogowskaz w Bułgarii na drodze tranzytowej z nazwami po bułgarsku i angielsku

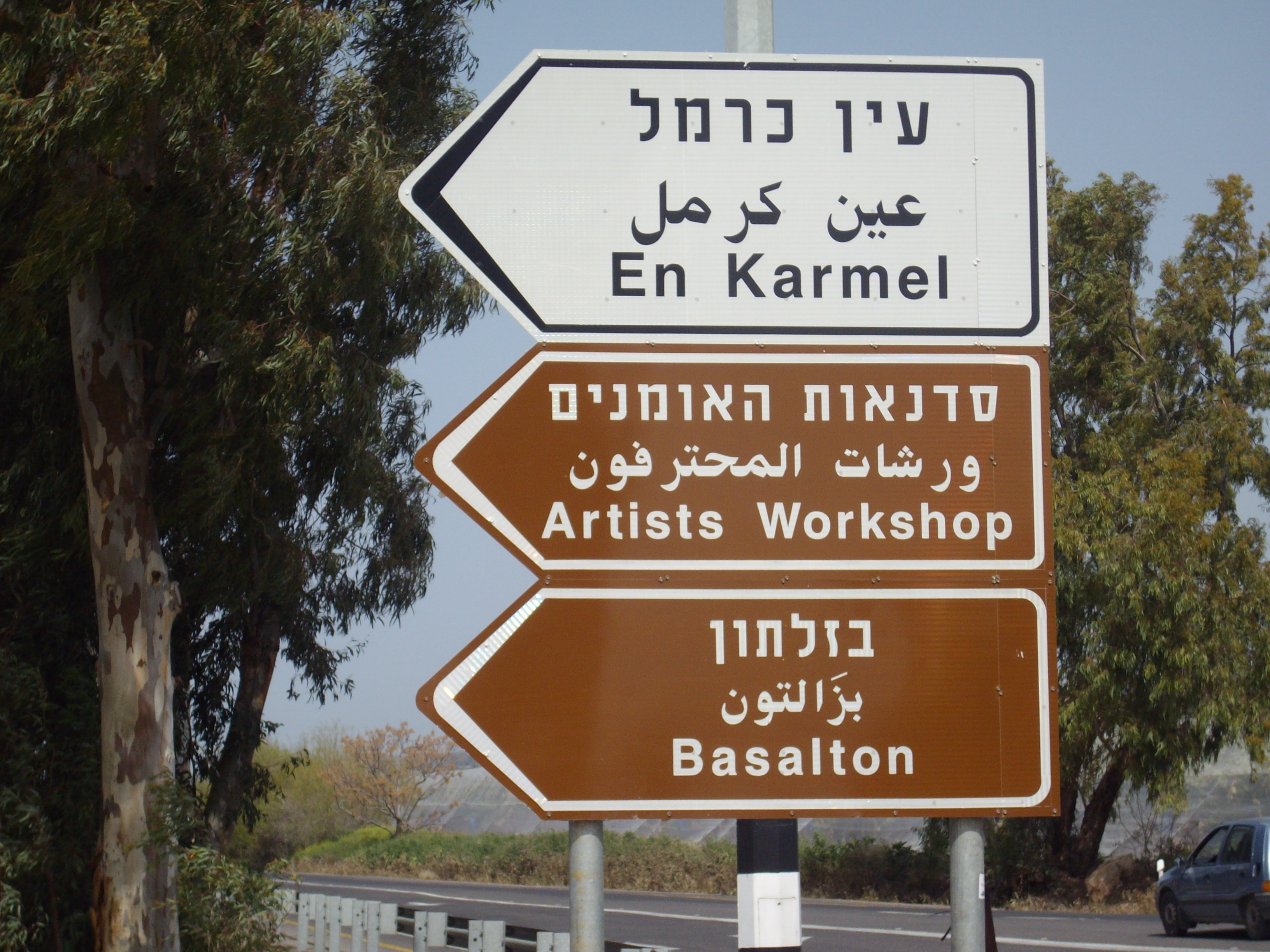
Drogowskaz w Izraelu z nazwami: hebrajską, arabską i angielską

Wielojęzyczne tablice drogowe – tablice drogowe z nazwami własnymi (przeważnie nazwami miejscowości) i innymi napisami podanymi w dwóch lub więcej językach. Tablice tego typu mogą być ustawiane na obszarach wielojęzycznych, obszarach gdzie występują mniejszości narodowe, w krajach gdzie stosowane są niełacińskie systemy pisma (wtedy na tablicy mogą pojawić się nazwy zapisane alfabetem łacińskim, np. w języku angielskim), a także na drogach istotnych z punktu widzenia zagranicznych podróżnych (na tablicach pojawiają się napisy w którymś z najbardziej znanych języków, często angielskim).